# Академічне веслування на літніх Олімпійських іграх 1904
Змагання з академічного веслування на літніх Олімпійських іграх 1904 відбулися 30 липня в Сент-Луїсі. Розіграно 5 комплектів нагород, лише серед чоловіків.
Це була друга поява цього виду спорту на Олімпійських іграх. Замість розпашних двійок і четвірок зі стерновим, цього разу проводили змагання без стернового. До парних одиночок додалися змагання двійок.

## Медальний залік
| Дисципліна                       | Золото | Срібло | Бронза                                                |
| -------------------------------- | --- | --- | ----------------------------------------------------- |
| Парні одиночки                   | Френк Ґрір (USA) | Джеймс Джувенал (USA) | Констанс Тайтус (USA)                                 |
| Парні двійки                     | Джон Малкегі і Вільям Варлі (USA)                                                                                                  | Джозеф Мак-Лафлін і Джон Гобен (USA) | Джозеф Раваннак і Джон Веллс (USA)                    |
| Розпашні двійки без стернового   | Роберт Фарнан і Джозеф Раян (USA)                                                                                                  | Джон Малкегі і Вільям Варлі (USA) | Джон Йоахім і Джозеф Бюрґер (USA)                     |
| Розпашні четвірки без стернового | США (USA) Артур Штокгофф Авґуст Еркер Джордж Дітц Алберт Несс                                                                      | США (USA) Фредерік Сюріґ Мартін Фроманак Чарлз Аман Майкл Беґлі                                                                          | США (USA) Ґус Ворґ Джон Фрайтаґ Лу Гайм Френк Даммерт |
| Вісімки                          | США (USA) Фредерік Крессер Майкл Ґлісон Френк Шелл Джеймс Фланаґан Чарлз Армстронґ Гаррі Лотт Джозеф Демпсі Джон Екслі Луїс Ейбелл | Канада (CAN) Артур Бейлі Вільям Райс Джордж Райффенштайн Філ Бойд Джордж Стрейндж Вільям Водсворт Дон Мак-Кензі Джозеф Райт Томас Лаудон | не нагороджували                                      |

## Країни, що взяли участь
Змагалися 44 веслувальники з 2-х країн:
- Канада (9)
- США (35)

## Таблиця медалей
Із 44-х учасників лише один не здобув медалі. Цк був Дайві Даффілд, який у змаганні парних одиночок посів 4-те місце.
| Місце              | Країна             | Золото | Срібло | Бронза | Загалом |
| ------------------ | ------------------ | ------ | ------ | ------ | ------- |
| 1                  | США (USA)          | 5      | 4      | 4      | 13      |
| 2                  | Канада (CAN)       | 0      | 1      | 0      | 1       |
| Загалом (2 збірні) | Загалом (2 збірні) | 5      | 5      | 4      | 14      |